# 그리고 배는 항해한다
그리고 배는 항해한다(E La Nave Va, And The Ship Sails On)는 이탈리아에서 제작된 페데리코 펠리니 감독의 1983년 드라마 영화이다. 프레디 존스 등이 주연으로 출연하였다.

## 출연

### 주연
- 프레디 존스
- 바바라 제포드

### 조연
- 빅터 폴레티
- 피터 셀리어
- 노마 웨스트
- 파올로 파올로니